# Estadio Luis „Pirata” Fuente
Estadio Luis „Pirata” de la Fuente - domowy stadion meksykańskiego klubu piłkarskiego Tiburones Rojos de Veracruz. Znajduje się na obrzeżach miasta Veracruz, w stanie Veracruz. Jest wykorzystywany głównie do rozgrywania spotkań piłki nożnej, jednak czasem odbywają się też na nim koncerty. Obecnie jest w stanie pomieścić 30,000 kibiców. Został otwarty 17 marca 1967, a nosi imię Luisa de la Fuente (1914-1972), meksykańskiego piłkarza, który urodził się w Veracruz i w tamtejszym klubie spędził 9 lat.